# 道の駅安達
道の駅安達（みちのえき あだち）は、福島県二本松市にある国道4号の道の駅。愛称は智恵子の里。

## 概要
接続道路の福島南バイパスが10km以上にわたり信号機のない高規格道路であり、道の駅への流出入は一方通行の側道を利用し、高速道路のサービスエリアと同様の施設がある。長らく上り線にしか道の駅がなかったが、2013年（平成25年）4月5日、下り線にも道の駅が開駅した。
レストランとして上り線に「のぼり食堂」、下り線に「道ナカ食堂」がある。両方のレストランで郷土料理のいかにんじんをかき揚げにした「いかにんじん天ぷら丼」が提供され名物になっていたが、2023年（令和5年）8月1日からこれを福島県の形に模した「いかにんじん県ぷら丼」にリニューアルして提供することになった。

## 施設
上り線
- 駐車場
  - 普通車：146台
  - 大型車：40台
  - 身障者用：6台
- トイレ
  - 男：大 9器（4器）、小 17器（10器）
  - 女：18器（11器）
  - 身障者用：5器（2器）

※（）内は、24時間利用可能
- 公衆電話：4台
- 公衆FAX：2台
- 情報休憩ロビー（24時間）
- 地域物産コーナー
- 野菜直売コーナー 駅菜都（えきさいと）（9:00 - 18:00）
- 軽食コーナー（7:00 - 22:00）
- コンビニ（ファミリーマート）（24時間）[3]
  - コンビニATM
- 和紙伝承館（9:00 - 17:00）
- レストラン（10:00 - 22:00）
- 自動販売機

下り線
- 駐車場
  - 普通車：101台
  - 大型車：34台
  - 身障者用：4台
- トイレ
- 地域物産コーナー（3月 - 11月／8:30 - 19:00）（12月 - 2月／8:30 - 18:00）
- 野菜直売コーナー（3月 - 11月／8:30 - 19:00）（12月 - 2月／8:30 - 18:00）
- 飲食・レストランコーナー
- 情報休憩ロビー（24時間）
- コンビニ（ファミリーマート）（24時間）[3]
- 自動販売機

## 休館日
- 1月1日

## アクセス
- 国道4号福島南バイパス（上下線それぞれ別施設）

## 周辺
- 水原川
- 福島県道39号川俣安達線
- 福島県道114号福島安達線
- 福島県道147号松川渋川線
- 高村智恵子記念館